# The City of Failing Light
The City of Failing Light è un film muto del 1916 diretto da George W. Terwilliger.

## Produzione
Il film fu prodotto dalla Lubin Manufacturing Company.

## Distribuzione
Distribuito dalla General Film Company, il film venne distribuito nelle sale statunitensi il 10 gennaio 1916.